# Nordijski center Planica
Nordijski center Planica je moderen skakalno-tekaški center v Planici, ledeniški dolini pod Poncami, ki leži približno 2 km zahodno od Rateč in 8 km od Kranjske Gore. Že Joso Gorec je v 30. letih dvajsetega stoletja imel vizijo o sodobnem skakalno-tekaškem centru. Decembra 2015 je bila njegova ideja uresničena. Gradnjo novega nordijskega centra je od leta 2009 vodil Jelko Gros. Planiški center je edini center na svetu, ki razpolaga z vsemi segmenti skakalnic na enem mestu (7 skakalnic in 1 letalnica), notranjim tekaškim tunelom in zunanjimi tekaškimi progami. V sklopu centra se nahaja tudi vetrovnik (vertikalni in horizontalni), spust po jeklenici ter interpretacijski center z muzejsko razstavo o zgodovini smučarskih skokov in poletov. 
V svetu smučarskih skokov Planica velja za zibelko smučarskih poletov, saj sta se prav tu zgodila dva najpomembnejša mejnika v zgodovini tega športa. Avstrijec Sepp Bradl je 15. marca 1936 na Bloudkovi Velikanki kot prvi človek v zgodovini preletel sto metrov in pristal pri 101,5 metra. Leta 1994 pa je finski čudežni deček Toni Nieminen na Letalnici bratov Gorišek kot prvi poletel čez 200 metrov in pristal pri 203 metrih. 
Planica je svetovno znano prizorišče vsakoletnega zaključka sezone v smučarskih skokih oziroma poletih. FIS-finale v Planici vsako leto predstavlja športni vrhunec zime v Sloveniji, kjer se vsako leto zbere na deset tisoče obiskovalcev in ljubiteljev smučarskih skokov ter poletov. Leta 2023 je Planica gostila največji športni dogodek v zgodovini samostojne Slovenije – Svetovno prvenstvo v nordijskem smučanju. 
Letalnica bratov Gorišek vsako leto gosti svetovno serijo ekstremnega teka Red Bull 400 pod pokroviteljstvom znamke Red Bull. Gre za najbolj strm 400 metrski tek navkreber po hribu na svetu. Tekmovanja se udeleži več kot 1000 tekmovalcev z vsega sveta.  

## Skakalnice
V sklopu nordijskega centra se nahajajo štirje segmenti skakalnic:
- otroške skakalnice (HS 15, HS 30 in HS 45 metrov)
- mladinski skakalnici (HS 61 in HS 80 metrov)
- Bloudkova Velikanka (HS 104 in HS 139 metrov)
- Letalnica bratov Gorišek (HS 240 metrov)

Vse skakalnice (razen letalnice) so prekrite s plastično maso. 

## Tekaški center
Pozimi skupna dolžina tekaških prog v destinaciji Kranjska Gora znaša okoli 40 kilometrov (med Kranjsko Goro, Ratečami, Planico in Tamarjem). 
Notranji tekaški tunel se nahaja v podzemni garaži nordijskega centra. Dolžina notranje tekaške proge znaša 600 metrov, temperatura zraka si giblje okoli -2°C. 

## Zgodovina
Njen idejni oče, začetnik ter pobudnik je Joso Gorec, takratni generalni tajnik ZSSJ in član športnega kluba Ilirija, ki je hotel Slovenijo postaviti na zemljevid sveta. Njegova ideja je bila zgraditi moderno zimsko-letno športno letovišče, kamor bi prihajali od blizu in daleč. Najprej je dal zgraditi Dom Ilirija (Planica), ki so ga svečano odprli 20. decembra 1931. Njegova želja je bil tudi zgraditi največjo skakalnico na svetu, zato je svojega klubskega sodelavca Stanka Bloudka prosil naj izdela načrt za veliko 80-metrsko skakalnico. Skupaj sta poiskala lokacijo in jo trasirala. A zaradi pomanjkanja denarja sredi gradnje je Gorec zaupal dokončanje gradnje gradbeniku Ivanu Rožmanu, ki je narisal nov načrt za 90-metrsko skakalnico. Ta jo je v vsega dveh mesecih, od oktobra do decembra 1933, zgradil do konca, februarja naslednje leto pa je bila že otvoritev. Prva tekma v Planici je bila prirejena 4. februarja 1934 na Bloudkovi velikanki.
Njuno dediščino pa kasneje nadaljujeta brata Vlado Gorišek in Janez Gorišek z izgradnjo povsem nove in veliko večje Letalnice bratov Gorišek leta 1969. V Planici je človek prvič v zgodovini poletel preko 100 in 200 metrov. Skupaj pa je bilo v tej dolini na dveh skakalnicah doseženih skupno kar 41 svetovnih rekordov, največ od vseh krajev po svetu.
1930 – Planica dobi prvo 20-metrsko skakalnico, ki še danes stoji zapuščena, nahaja pa se nekje na sredini tik ob cesti med Bloudkovo velikanko in danes zapuščenima K50 in K70 skakalnicama pri železniški postaji v Ratečah.
1931 – Na pobudo Josa Gorca so odprli za tisti čas zelo sodoben Dom Ilirija (Planica) z bazenom in tenis igriščem. Gradnjo je financiral SK Ilirija iz Ljubljane. Nekaj let pozneje pa so v neposredni bližini zaradi premajhnih nočitvenih kapacitet zgradili še depandanso.
1932 – Joso Gorec je svojemu klubskemu kolegu Stanku Bloudku naročil naj nariše veliko 80-metrsko skakalnico, kot je takrat največ dovoljevala FIS. Zanjo je Bloudek narisal načrte, poiskal izjemno lokacijo, na kateri skakalnica stoji še danes ter jo tudi zakoličil. A naslednje leto je Ivan Rožman narisal načrt za 90-metrsko skakalnico. Tako se je Joso Gorec raje odločil za izgradnjo skakalnice po Rožmanovem načrtu namesto Bloudkovega.
1933 – Problem je nastal, ko domačini niso hoteli prodati zemlje, zato je rateški župnik okrcal domačine, da naj vendarle dovolijo razvoj tega živinorejskega kraja. Zemljo so potem odkupili, skakalnica pa je bila zgrajena v dveh mesecih od oktobra do decembra tega leta. Rožman je sam prispeval večino denarja za gradnjo, pomagala pa sta mu še ljubljanski tovarnar Rado Hribar in najemnik hotelov Bitenca, sicer oče Demetra Bitenca. 
1934 – Februarja so na Bloudkovi velikanki organizirali otvoritveno tekmo za državno prvenstvo Kraljevine Jugoslavije z mednarodno udeležbo, na kateri je zmagal Franc Palme. Na tej tekmi je s 55 in 60 metri postavil dva rekorda skakalnice in hkrati državna rekorda. Marca pa so na Bloudkovi velikanki prvič organizirali mednarodno tekmovanje, na katerem je z novim svetovnim rekordom 92 metrov zmagal Norvežan Birger Ruud. Njegov brat Sigmund Ruud pa je pri 94 metrih, dolžini svetovnega rekorda, podrsal.
1935 – Marca je bilo organizirano drugo mednarodno tekmovanje na Bloudkovi velikanki, na katerem je zmagal Poljak Stanisław Marusarz. Na tej tekmi so bili postavljeni štirje svetovni rekordi, najdaljši pa je meril 99 metrov. Tega leta je vajeti v Planici v svoje roke prevzel Stanko Bloudek, prerisal profil, ki je na tej tekmi omogočal daljše skoke. Bloudek je tako bil glavni inženir pri povečevanju in posodobaljanju skakalnic v Planici vse do leta 1959 ter krivec za vse svetovne rekorde na Bloudkovi velikanki od tega leta naprej. Rožman pa se je zaradi spora o originalnem avtorstvu Bloudkove velikanke za vedno umaknil iz Planiške zgodbe. Rožman je zameril Gorcu, da se ni postavil v njegov bran, saj je bil v resnici Rožman tisti, ki je prvi narisal originalen načrt in zgradil Bloudkovo velikanko. Tako je v javnosti dolgo časa veljalo, da je bil začetnik Bludek, ki pa je sicer določil lokacijo in naredil zakoličitev s pomočjo svojega nečaka Svetka Lapajneta, a vendarle je bila to prvotno Rožmanova naprava. Bloudek je bil v tistem času član SK Ilirije, kar naj bi bilo krivo, da je Gorec o tem sporu molčal in potihoma Bloudku dajal potuho. Pozneje tega leta je Bloudek še enkrat narisal in zgradil povsem nov profil povečane letalnice, ki je prvič naslednje leto omogočala polete preko 100 metrov. To pa je močno ujezilo Norvežane in vodstvo FIS, ki so bili proti povečanju skakalnice. To pa zato, ker Norvežani preprosto niso hoteli, da Slovenija postane »Meka« smučarskih poletov. Nekaj dni pred planiško tekmo leta 1935 je na skakalnici Trampolino Gigante Corno d’Aola v kraju Ponte di Legno, Italija, Norvežan Olav Ulland kot prvi človek sploh uspel preleteti sto metrov. Skočil je sicer 103,5 metra, a pri tem podrsal z rokami, tako da je slava prvega uradnega poleta čez sto metrov šla vseeno v Planico. Tega leta so tik ob domu Ilirija zgradili še novo depandanso in s tem povečali nočitvene kapacitete.
1936 – V Planici se je rodila povsem nova disciplina, imenovana smučarski poleti. Norveška zveza je svojim tekmovalcem prepovedala nastop na mednarodni tekmi na Bloudkovi velikanki v Planici, ti pa so le nemo opazovali, kako jim je prvi polet preko 100 metrov v zgodovini pred očmi speljal, tudi poznejši zmagovalec mednarodne tekme Avstrijec Sepp Bradl. Bradl je skočil v resnici 101,5 metra, kot je takrat odmeril merilec, in je ta daljava tudi vgravirana na njegovem pokalu v vitrini Salzburger Ski Museum. A uradno so na tekmi na stolpu za občinstvo takrat objavili napačno daljavo 101 meter, ker je na tabli preprosto zmanjkalo prostora za četrto številko. Naslednje leto tekmovanja ni bilo.
1938 – Na rednem kongresu FIS v Helsinkih se je začela borba za priznanje Planice s strani FIS, za kar ima največ zaslug Joso Gorec. Z njim bi moral tja prvotno odpotovati tudi Bloudek, ki pa si je premislil, bodisi ni želel bodisi ni upal zagovarjati svojih drznih načrtov. Tako je celotno breme padlo na Gorca, ki pa se je odlično znašel in zagovarjal Planico. Imel je srečo, da ga je podprl Anglež Sir Arnold Lunn, ki je imel pred tem velike probleme s FIS pri uvedbi smuka in slaloma. Slednji je v podporo Gorcu dejal, da poletov v Planici pač ne bodo mogli preprečiti, kjer bodo če ne drugega organizirali domače tekme brez mednarodne udeležbe. Gorec je potem opozoril FIS, da še ni sprejela pravilnika za polete, pač pa le za skakalnice z maksimalno kritično točko 80 metrov. Pri tem pa se mu je pridružil tudi Reinhard Straumann. FIS je tako dovolila polete, a le v študijske namene. Marca je bila tudi mednarodna tekma na Bloudkovi velikanki, na kateri je že drugič zmagal Sepp Bradl, s 107 metri pa je še drugič postavil svetovni rekord.
1939 – Bloudek je kot prvo skonstruiral vzpenjačo na melišču na poti iz Planice proti Tamarju z dvema v snegu izravnanima vporednima trasama v dolžini 300 metrov, ki sta vodili do zgornje izstopne postaje. Na obeh trasah so bile večje sani z ravnim podijem za 4 osebe, ki jih je navkreber izmenično enkrat z leve, enkrat z desne, vlekla jeklena vrv. Drugo, in sicer tirno vpenjačo Hugo, je istega leta ob Bloudkovi velikanki po lastni zamisli prav tako skonstruiral in postavil Stanko Bloudek. Hugo je 230-metrska trotirna nihajna vzpenjača z razdružitvijo trase na sredini za srečanje vagončkov, strojnico spodaj in zgornjim obračalnim kolesom, ki pa je bila pozneje večkrat posodobljena. Hugo je zaščiten tehnični spomenik in stoji še danes. Nadomestila jo je sicer nova sedežnica, a Huga občasno še vedno uporabljajo. 
1940 – Marca so na Bloudkovi velikanki prvič organizirali tekmovanje pod imenom Teden smuških poletov, na katerem je že tretjič zmagal avstrijec Sepp Bradl, svetovnih rekordov pa to leto ni bilo. Samo tekmovanje v zgodovini Planice ni pustilo posebnega pečata.
1941 – Marca so na Bloudkovi velikanki drugič organizirali tekmovanje pod imenom Teden smuških poletov, na katerem je zmagal nemec Rudi Gering. Postavljenih je bilo tudi pet svetovnih rekordov nemških skakalcev, najdaljši 118 metrov Rudija Geringa. Naslednjih pet let tekmovanj v Planici ni bilo. Sporen pa ostaja rekord 109 metrov Franz Mair-a, ki je redkokje zabeležen, čeprav ga lahko najdemo v tem nemškem članku. Nemci so zgradili povsem zgrešen zidani sodniški Nemški stolp, ki je bil praktično pod nivojem Bloudkove skakalnice in skakalca se skorajda ni videlo. Med drugo svetovno vojno, ko so Nemci zganjali propagando pa tako ali tako ni bilo nobene tekme. Stolp je spomeniško zaščiten in stoji še danes, le da je brez izvirne strehe in bo v prihodnje funkcionalno dopolnjen.
1947 – Marca so po šestletnem premoru na Bloudkovi velikanki tretjič organizirali tekmovanje pod imenom Teden smuških poletov, na katerem je zmagal naš Rudi Finžgar, svetovnih rekordov pa to leto ni bilo. Finžgar je kot prvi Slovenec (Jugoslovan) preskočil stometrsko znamko in pristal pri 102 metrih, vsaj tako jih je večina zapisala. Medtem ko je alpski smučar Slavko Lukanc iz Tržiča v svojem dnevniku zapisal, da naj bi že 2. marca 1941 Albin Novšak padel pri 103 metrih, Finžgar pa brez padca pristal pri 101 metru. 
1948 – Marca so na Bloudkovi velikanki četrtič organizirali tekmovanje pod imenom Teden smuških poletov, na katerem je zmagal švicar Fritz Tschannen, ki je s 120 metri postavil tudi zadnji svetovni rekord na tej napravi. Pri dolžini svetovnega rekorda pa sta padla, Janez Polda pri 120 metrih in Švicar Charles Blum pri 121 metrih. 
1949 – Marca so odprli novo zgrajeno srednjo 90-metrsko skakalnico, ki jo je skonstruiral Stanko Bloudek. Znana pa je tudi pod imenom Skakalnica Stano Pelan, poimenovana po Bloudkovem glavnem pomočniku pri konstruiranju in posodabljanju skakalnic v Planici. Na otvoritveni mednarodni tekmi je zmagal Janez Polda.
1950 - marca so na Bloudkovi velikanki organizirali tekmovanje pod imenom Študijski poleti na katerem je zmagal Janez Polda, drugi pa je bil Rudi Finžgar, bolj znan kot ustanovitelj podjetja Elan.
1951 - marca so na srednji 90-metrsko skakalnici organizirali mednarodno tekmovanje, na katerem je zmagal Sepp Bradl, drugi pa je bil Janez Polda. Tega leta se je na Bloudkovi velikanki prvič podrlo hrbtišče iz stebrov. Bloudek je šel na skrivaj Oberstdorf, kjer je takrat ob največji skakalnici na svetu, 140 meterski Letalnici Heini Klopfer skrivoma opazoval skakalce med skoki, a žal ni ostal neopažen. S tem ogledom si je hotel pomagati pri povečavi Bloudkove velikanke a se je na koncu zbal. Tako je podrto skakalnico raje samo obnovil in tako je ostala 125 metrska, enake velikosti kot prej. Čez tri leta pa je na Bloudkovi velikanki spet potekalo tekmovanje.
1952 - marca so na 90-metrski skakalnici organizirali mednarodno tekmovanje, na katerem je zmagal američan Keith Wegemann. Potekala pa je tudi obnova Bloudkove velikanke.
1953 - marca so na 90-metrski skakalnici organizirali mednarodno tekmovanje, na katerem je zmagal nemec Hermann Anwander. Potekala pa je tudi obnova Bloudkove velikanke. Zgrajen je bil tudi popolnoma nov Bloudkov sodniški stolp, ki pa so ga predali svojemu namenu naslednje leto.
1954 - marca so na prenovljeni 125 metrski Bloudkovi velikanki, kjer so se tri leta prej podrli stebri, prvič organizirali mednarodno tekmovanje pod imenom Teden planiških poletov, na katerem je zmagal finec Ossi Laaksonen. OB Bloudkovi velikanki so odprli nov betonski Bloudkov sodniški stolp z leseno fasado. Naslednji dve leti tekmovanj v Planici ni bilo.
1957 - marca se je po treh letih premora tekmovanje spet vrnilo v Planico. Tokrat so na zopet povečani Bloudkovi velikanki že drugič organizirali mednarodno tekmovanje pod imenom Teden planiških poletov, na katerem je zmagal Helmut Recknagel iz Vzhodne Nemčije. Recknagel je z 120 in 124 metri dvakrat izboljšal rekord naprave. Naslednji dve leti tekmovanj v Planici spet ni bilo.
1960 - marca se je po treh letih premora tekmovanje spet vrnilo v Planico. Na Bloudkovi velikanki so že tretjič organizirali mednarodno tekmovanje pod imenom Teden planiških poletov, na katerem je zmagal Helmut Recknagel iz Vzhodne Nemčije. Reckangel je z 124,5 in 127 metri izboljšal rekord naprave. Naslednji dve leti tekmovanj v Planici spet ni bilo. Ob obisku Josip Broza Tita so svečano odprli nov RTV stolp. Na ta dan se je zbrala 30.000 glava množica, ki je navdušeno pozdravila Tita.
1963 - marca se je po treh letih premora tekmovanje spet vrnilo v Planico. Na Bloudkovi velikanki so že četrtič organizirali mednarodno tekmovanje pod imenom Teden planiških poletov, na katerem je zmagal Dieter Bokeloh iz Vzhodne Nemčije. Naslednje leto tekmovanja v Planici spet ni bilo.
1965 - marca se je po dveh letih premora tekmovanje spet vrnilo v Planico. Na 90-metrski skakalnici so prvič organizirali mednarodno tekmovanje pod imenom 1. Memorial Janeza Polde, na katerem je zmagal Dieter Mueller iz Vzhodne Nemčije. 
1966 - marca so na Bloudkovi velikanki že petič organizirali mednarodno tekmovanje pod imenom Teden planiških poletov, na katerem je zmagal čehoslovak Jiří Raška. Slednji je z 129 in 130 metri dvakrat izboljšal rekord naprave. 
1967 - marca so na 90-meterski skakalnici drugič organizirali mednarodno tekmovanje pod imenom 2. Memorial Janeza Polde, na katerem je zmagal avstrijec Reinhold Bachler. Zbralo se je več kot 3.000 gledalcev. Po načrtih bratov Lada in Janeza Goriška pa se je začela gradnja povsem nove letalnice pri K-točki 153 metrov. Gradnja je trajala dve leti.
1968 - marca so na Bloudkovi velikanki tretjič organizirali mednarodno tekmovanje pod imenom 3. Memorial Janeza Polde, na katerem je zmagal čehoslovak Jiří Raška. 
1969 - marca so na povsem novi Letalnici bratov Gorišek šestič organizirali mednarodno tekmovanje pod imenom Teden planiških poletov, na katerem je zmagal čehoslovak Jiří Raška. Čast sploh prvega krstnega poleta na novi letalnici pa je doletela našega skakalca Mira Omana. Na letalnici so bili najprej postavljeni štirje rekordi skakalnice ter pet svetovnih rekordov. Zadnji svetovni rekord 165 metrov je dosegel Manfred Wolf iz Vzhodne Nemčije. V treh dneh tekmovanja se je zbralo kar 90.000 gledalcev.
1970 - marca so na 90-metrski skakalnici četrtič organizirali mednarodno tekmovanje pod imenom 4. Memorial Janeza Polde, na katerem je zmagal Vladimir Smirnov iz Sovjetske zveze.
1971 - marca so na 90-metrski skakalnici petič organizirali mednarodno tekmovanje pod imenom 5. Memorial Janeza Polde, na katerem je zmagal Hans-Georg Aschenbach iz Vzhodne Nemčije.
1972 - marca so na Letalnici bratov Gorišek prvič v zgodovini organizirali Svetovno prvenstvo v smučarskih poletih. Svetovni prvak je postal švicar Walter Steiner. Planica pa je tudi izgubila primat svetovnega rekorda.
1973 - marca so na Bloudkovi velikanki šestič organizirali mednarodno tekmovanje pod imenom 6. Memorial Janeza Polde, na katerem je zmagal švicar Walter Steiner. 
1974 - marca so na Letalnici bratov Gorišek sedmič organizirali mednarodno tekmovanje pod imenom Teden planiških poletov, na katerem je zmagal švicar Walter Steiner. Slednji je tedaj z 169 metri izenačil svetovni rekord z Heinzom Wossipiwom iz Vhodne Nemčije, ki ga je postavil leto poprej v Oberstdorfu. Steiner pa je v Planici tudi padel pri 177 metrih, dolžini svetovnega rekorda.
1975 - na prvi tekmi so 12. aprila na Bloudkovi velikanki prvič organizirali mednarodno tekmovanje pod imenom Pokal Kongsberg, na katerem je zmagal avstrijec Toni Innauer, naš Janez Loštrek pa je zasedel 3. mesto. Druga mednarodna tekma za 7. Memorial Janeza Polde je bila 13. aprila, prav tako na Bloudkovi velikanki, zmagal je avstrijec Willy Puerstl, drugi pa je bil Bogdan Norčič.
1976 - na Bloudkovi velikanki so 20. marca drugič organizirali mednarodno tekmovanje pod imenom Pokal Kongsberg, na katerem je zmagal avstrijec Hans Wallner, naš Bogdan Norčič pa je zasedel drugo mesto. Druga mednarodna tekma na Bloudkovi velikanki za 8. Memorial Janeza Polde je bila prekinjena in odpovedana. Šved Lennart Elimä je z 132 metri postavil rekord naprave.
1977 - marca so na Letalnici bratov Gorišek osmič organizirali mednarodno tekmovanje pod imenom Teden planiških poletov, na katerem je zmagal švicar avstrijec Reinhold Bachler. Zadnji dan je Bogdan Norčič v poizkusni seriji kot predtekmovalec z najvišjega naleta skočil 181 metrov, kar bi bil nov svetovni rekord, če ne bi z rokami podrsal po snegu. Zatem je avstrijec Reinhold Bachler z 172 metri postavil veljaven rekord naprave.
1978 - marca so na Bloudkovi velikanki devetič organizirali mednarodno tekmovanje pod imenom 9. Memorial Janeza Polde, na katerem je zmagal nemec Peter Leitner, drugi je bil Bogdan Norčič, tretji pa Marko Mlakar.
1979 - marca so na Letalnici bratov Gorišek organizirali drugič v Planici in skupno peto Svetovno prvenstvo v smučarskih poletih. Svetovni prvak je postal avstrijec Armin Kogler. Klaus Ostwald iz Vzhodne Nemčije je z 176 metri izenačil svetovni rekord z Tonijem Innauerjem, ki ga je postavil tri leta prej v Oberstdorfu. Axel Zitzmann in Vzhodne Nemčije pa je v Planici padel pri 179 metrih, sicer pri dolžini svetovnega rekorda. Ansambel bratov Avsenik je pod RTV domom premierno zaigral novo skladbo Planica, Planica.
1980 - marca v Planici prvič organizirajo tekme svetovnega pokala. Na prvi tekmi za svetovni pokal na 90-metrski skakalnici je zmagal avstrijec Hans Milonig, tretji je bil Primož Ulaga. Na drugi tekmi na Bloudkovi velikanki pa je zmagal avstrijec Hubert Neuper.
1987 - na sobotni tekmi za svetovni pokal na Letalnici se je zbralo med 50.000 ljudi, zmagal pa je poljak Pjotr Fijas, ki je z 194 metri postavil nov svetovni rekord.
1997 - na sobotni tekmi se je zbralo med 60.000-70.000 ljudi, skupaj v vseh dneh pa kar 130.000 obiskovalcev. Skladatelj Jani Golob je samo nekaj dni pred prireditvijo na željo takratnega režiserja Staneta Škodlarja na hitro napisal povsem novo izjemno instrumentalno glasbeno podlago posebej za svetovne rekorde v počasnem posnetku. Ta glasba se v počasnih posnetkih vrti še danes in ker gre tudi v mednarodni prenos jo poznajo širom po svetu.
1998 - marca sobotni tekmi za svetovni pokal na Bloudkovi velikanki se je zbralo 25.000 biskovalcev, zmagal pa je Noriaki Kasai. Naslednji dan v nedeljo pa je bilo še več ljudi, saj je tekma odločala o zmagovalcu skupnem seštevku svetovnega pokala, zmagal pa je Kazujoši Funaki. Glavni favorit za skupno zmago je bil naš Primož Peterka, ki je na koncu tudi osvojil veliki kristalni globus. Noriaki Kasai pa je z 147,5 metra postavil zadnji rekord  na stari Bloudkovi velikanki. Takrat je bil to tudi neuradni svetovni rekord na velikih skakalnicah, seveda neupoštevajoč letalnice.
2009 - v vseh dneh se je zbralo skupaj 67.000 obiskovalcev.

## Svetovni rekord
| Št. | Datum          |                     | Dolžina |
| --- | -------------- | ------------------- | ------- |
| 1   | 21. marec 1969 | Bjørn Wirkola       | 156.0 m |
| 2   | 21. marec 1969 | Jiří Raška          | 156.0 m |
| 3   | 22. marec 1969 | Bjørn Wirkola       | 160.0 m |
| 4   | 22. marec 1969 | Jiří Raška          | 164.0 m |
| 5   | 23. marec 1969 | Manfred Wolf        | 165.0 m |
| 6   | 15. marec 1974 | Walter Steiner      | 169.0 m |
| 7   | 16. marec 1979 | Klaus Ostwald       | 176.0 m |
| 8   | 15. marec 1985 | Mike Holland        | 186.0 m |
| 9   | 15. marec 1985 | Matti Nykänen       | 187.0 m |
| 10  | 15. marec 1985 | Matti Nykänen       | 191.0 m |
| 11  | 14. marec 1987 | Piotr Fijas         | 194.0 m |
| 12  | 17. marec 1994 | Martin Höllwarth    | 196.0 m |
| 13  | 17. marec 1994 | Toni Nieminen       | 203.0 m |
| 14  | 18. marec 1994 | Espen Bredesen      | 209.0 m |
| 15  | 22. marec 1997 | Espen Bredesen      | 210.0 m |
| 16  | 22. marec 1997 | Lasse Ottesen       | 212.0 m |
| 17  | 19. marec 1999 | Martin Schmitt      | 214.5 m |
| 18  | 20. marec 1999 | Tommy Ingebrigtsen  | 219.5 m |
| 19  | 16. marec 2000 | Thomas Hörl         | 224.5 m |
| 20  | 18. marec 2000 | Andreas Goldberger  | 225.0 m |
| 21  | 20. marec 2003 | Adam Małysz         | 225.0 m |
| 22  | 20. marec 2003 | Matti Hautamäki     | 227.5 m |
| 23  | 22. marec 2003 | Matti Hautamäki     | 228.5 m |
| 24  | 23. marec 2003 | Matti Hautamäki     | 231.0 m |
| 25  | 20. marec 2005 | Tommy Ingebrigtsen  | 231.0 m |
| 26  | 20. marec 2005 | Bjørn Einar Romøren | 234.5 m |
| 27  | 20. marec 2005 | Matti Hautamäki     | 235.5 m |
| 28  | 20. marec 2005 | Bjørn Einar Romøren | 239.0 m |

| Št. | Datum          |                    | Dolžina |
| --- | -------------- | ------------------ | ------- |
| 1   | 25. marec 1934 | Birger Ruud        | 92.0 m  |
| 2   | 14. marec 1935 | Reidar Andersen    | 93.0 m  |
| 3   | 15. marec 1935 | Stanisław Marusarz | 95.0 m  |
| 4   | 15. marec 1935 | Reidar Andersen    | 98.0 m  |
| 5   | 15. marec 1935 | Reidar Andersen    | 99.0 m  |
| 6   | 15. marec 1936 | Sepp Bradl         | 101.5 m |
| 7   | 15. marec 1938 | Sepp Bradl         | 107.0 m |
| 8   | 2. marec 1941  | Rudi Gering        | 108.0 m |
| 9   | 2. marec 1941  | Franz Mair         | 109.0 m |
| 10  | 2. marec 1941  | Hans Lahr          | 111.0 m |
| 11  | 2. marec 1941  | Paul Krauß         | 112.0 m |
| 12  | 2. marec 1941  | Rudi Gering        | 118.0 m |
| 13  | 15. marec 1948 | Fritz Tschannen    | 120.0 m |